# Rapporto tra il gettito fiscale e il PIL

Rapporto tra entrate fiscali e PIL, area OCSE, 2019.

Il rapporto tra il gettito fiscale ed il PIL (in inglese "tax revenue to GDP ratio"), nelle statistiche sulla tassazione, indica la percentuale di PIL che è raccolta dallo Stato con l'imposizione fiscale, per far fronte alla spesa pubblica o ad altri obiettivi macroeconomici.

Suddivisione del gettito fiscale dei vari paesi dell'area OCSE in rapporto al PIL (2020).

Il gettito fiscale totale contempla infatti l'insieme delle imposte dirette e indirette e dei contributi sociali più tutta una serie di tasse, mentre il PIL va calcolato secondo metodologie standard. In Italia si utilizza impropriamente il termine pressione fiscale per indicare tale rapporto anche se, in questa sintesi di definizione, si perde il significato del rapporto che è contenuto proprio nella descrizione dei fattori.
Un rapporto esprime infatti una media se i fattori sono strettamente correlati, cosa che non avviene in questo caso dove per la determinazione del PIL interviene, oltre al PIL dichiarato legalmente e quindi sottoposto a tassazione, anche il PIL che deriva da attività criminali (economia sommersa) e da evasione fiscale e quindi non sottoposto a tassazione e dunque il termine pressione fiscale diventa improprio se non si evidenzia tale particolarità. In particolare in tale ambito si suole distinguere tra pressione fiscale legale e pressione fiscale apparente.
Il rapporto gettito fiscale ed il PIL evidenzia quindi la quota di ricchezza prodotta raccolta dallo Stato, mentre il termine pressione fiscale sposta l'attenzione verso un'ipotetica aliquota media di tassazione, sviando il significato statistico del rapporto.
Per il singolo contribuente la tassazione si valuta con l'aliquota fiscale effettiva che è tanto più elevata rispetto al rapporto tra gettito fiscale e PIL quanto più sono sviluppate l'economia criminale e quella sommersa.
Nell'ambito internazionale, le statistiche sulle attività finanziarie dei governi usano per la definizione del rapporto solo tax revenue to GDP ratio.

## Descrizione
Generalmente si calcola la pressione fiscale apparente rapportando l'ammontare delle imposte al Prodotto Interno Lordo ovvero il gettito fiscale in rapporto al PIL.
All'interno dell'ammontare delle imposte sono incluse le imposte dirette, le imposte indirette, le imposte in conto capitale e i contributi obbligatori per le assicurazioni obbligatorie che i lavoratori e i datori di lavoro o i lavoratori autonomi versano agli enti previdenziali per il finanziamento dei sistemi pensionistici obbligatori.
La pressione fiscale apparente può essere utilizzata per misurare l'azione dello Stato nel ridistribuire la ricchezza. Tipicamente Stati con un'elevata pressione fiscale apparente tendono a prelevare maggiori risorse dalle classi agiate per destinarla alle classi più povere attraverso politiche di redistribuzione dei redditi oppure a favore di servizi pubblici (welfare).
Nel caso in cui invece le risorse vengono prelevate dalle classi disagiate per favorire le élite che controllano lo stato, si attuano politiche di spoliazione legale.
Se le entrate crescono più velocemente del PIL, ciò è dovuto esclusivamente ad un aumento della pressione fiscale.

## Teorie economiche
Nella realtà odierna, solitamente, la pressione fiscale può essere aumentata (o diminuita) per ragioni di carattere politico oppure di politica economica ovvero di bilancio dello Stato (politica di bilancio) ad esempio, nel breve periodo, un +T può contribuire al risanamento dei conti pubblici ma, solitamente, una stretta fiscale che si protrae nel tempo tende ad avere effetti negativi sui corsi economici specie perché, secondo le teorie macroeconomiche, riduce la propensione marginale al consumo e di conseguenza la produttività ed il reddito (Y). Riassumendo, nelle teorie macroeconomiche abbiamo
{\displaystyle \uparrow T\Rightarrow \downarrow Y} e
{\displaystyle \downarrow T\Rightarrow \uparrow Y};
ma è pur vero che {\displaystyle \uparrow Y\Rightarrow \uparrow T} senza dover procedere a una stretta fiscale visto che nelle economie moderne le imposte vengono calcolate in % del reddito prodotto.

### Keynes e la spesa in disavanzo
Il disavanzo pubblico è pari alla differenza fra entrate e uscite. Di conseguenza il disavanzo cresce con la spesa pubblica non finanziata da un pari aumento delle imposte, o viceversa da una riduzione delle imposte non seguita da pari tagli alla spesa pubblica.
Secondo la teoria keynesiana, il moltiplicatore del reddito nazionale che si ottiene in presenza di una spesa pubblica in disavanzo è maggiore di quello ottenibile con una riduzione della pressione fiscale con effetto dunque di maggiore crescita economica nel primo caso.

### Teorema del bilancio in pareggio
Secondo il teorema del bilancio in pareggio, dimostrato nell'ambito della Teoria macroeconomica keynesiana, una spesa in disavanzo genera un effetto sul reddito nazionale, che è massimo dopoché è stato raggiunto il pareggio fra entrate e uscite (ovvero deficit pubblico nullo), sia che si tratti di un taglio alle tasse che di un aumento diretto della spesa pubblica.
In altre parole i benefici sul reddito nazionale non sono infiniti, ma sono massimi partendo da un deficit pubblico nullo e decrescono progressivamente con la generazione di deficit.

## La pressione fiscale in Italia
Con pressione fiscale apparente si intende l'indicatore percentuale che misura il livello di tassazione medio di uno stato, di un'entità geografica o di un sottoinsieme della popolazione. È un parametro che spesso è tenuto in conto o deriva da scelte del governo in materia di politica fiscale.
La pressione fiscale apparente è data dal rapporto tra l'ammontare del gettito fiscale totale e il Prodotto Interno Lordo. Poiché il PIL dal 2013, calcolato secondo il SEC 2010, contempla oltre al già contabilizzato lavoro sommerso, anche l'economia criminale, ossia i traffici di droga e la prostituzione, di conseguenza tale indicatore non tiene conto dell'evasione fiscale correlata ad entrambe le voci, pertanto, la pressione fiscale apparente risulta minore del livello legale di tassazione cui sono soggetti i contribuenti che rispettano la legge.
La pressione fiscale apparente si distingue quindi dalla pressione fiscale legale che è data dal rapporto tra il gettito fiscale totale ed il PIL legale ossia la totalità dei redditi legali dichiarati.
Il livello complessivo di tassazione legale cui sono soggetti un'impresa o un lavoratore dipendente o autonomo è invece misurato dall'aliquota fiscale effettiva.

### Distorsioni dell'indicatore
La pressione fiscale apparente è un indicatore medio, non misura quindi la varianza del livello di tassazione all'interno della popolazione: può quindi verificarsi che all'interno di uno stato alcune categorie di contribuenti possano avere un livello di tassazione molto superiore a quello rilevato.
Tale livello è misurato dalla aliquota fiscale effettiva.
La pressione fiscale può aumentare a causa di una stretta fiscale, ossia a seguito dell'introduzione di nuove imposte o all'aumento delle aliquote delle imposte esistenti per coprire nuove voci di spesa pubblica oppure far fronte all'evasione fiscale nel tentativo da parte dello Stato di recuperare i fondi persi, ad esempio con inasprimento di imposte indirette quali accise.

### La pressione fiscale apparente in Italia
In Italia la pressione fiscale apparente agli inizi del Governo Berlusconi II (2001) ammontava al 41,3% del PIL, per poi salire al 42% nel 2006, al termine della legislatura. Anche durante il governo Prodi II la pressione ha continuato a salire fino al 43,1% del 2007, per poi scendere nel 2008 al 42,6%. Nel 2011 la pressione fiscale apparente ammontava al 43,5% del PIL, e nella legge finanziaria del 2010 Governo Berlusconi IV già si prevedeva un aumento fino al 44%.
Secondo i dati ISTAT, dall'insediamento del Governo Monti, la pressione è stata del 41,3% nei primi nove mesi del 2012 e del 42,6% nell'ultimo trimestre dell'anno, riallineandosi ai dati degli anni precedenti.
Nel febbraio 2014 la pressione fiscale apparente si avvicinava alla soglia del 44%.
A settembre 2014 la pressione fiscale è scesa al 43,3%. Nel marzo del 2016 si attesta al 43,7%.

### La pressione fiscale apparente in alcuni Paesi
Secondo l'OCSE, nel 2009 i Paesi con maggiore pressione fiscale sono Danimarca (48,2%) e Svezia (46,4), paesi che storicamente hanno un evoluto sistema di welfare. Seguono Belgio (43,2%), Austria (42,8%) e Francia (41,9%). Dall'altro lato della classifica troviamo Svizzera (30,3%), Slovacchia (29,3%) e Irlanda (27,8%). Altri dati riguardano Lituania (29,3%), Romania (29,5%), Lettonia (30,2%) e Estonia (32,4%).

### News
- Fisco, in Italia il sistema più pesante d'Europa, in Ansa. URL consultato il 28 settembre 2014.
- Il PIL e l'economia criminale, in Insight. URL consultato il 22 settembre 2014.
- Istat: nuovo Pil, in 2013 non cambia. Migliorano deficit e debito, in Ansa. URL consultato il 22 settembre 2014.
- Confcommercio: pressione fiscale pari al 53,2%, in Rai Economia. URL consultato il 2 agosto 2014.

### Web
- Rapporto art. 6 del decreto legge 24 aprile 2014 n. 66 contrasto evasione fiscale (PDF), in MEF. URL consultato il 28 settembre 2014.